# 祖谷渓

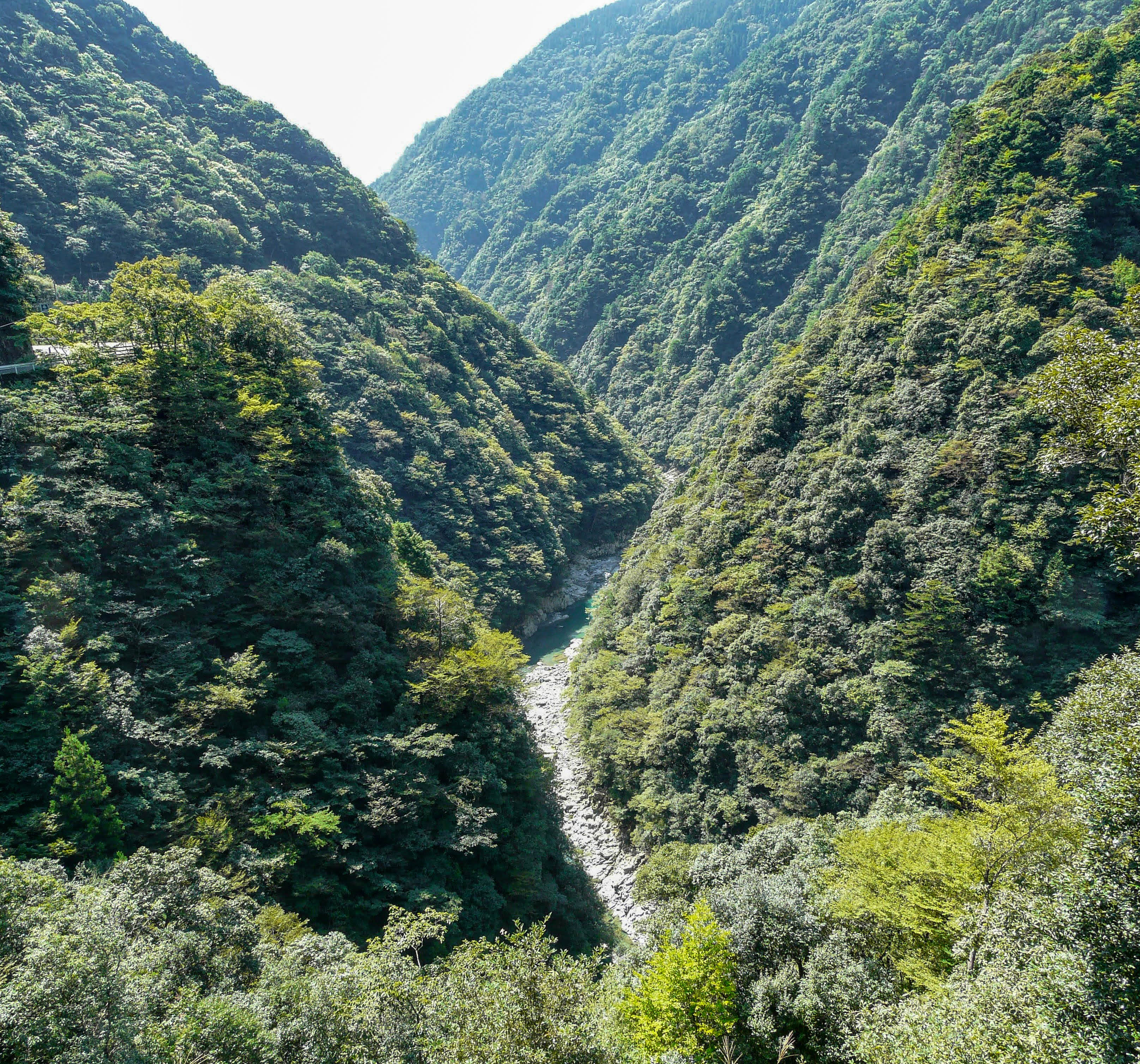
祖谷渓展望台から見た祖谷渓

祖谷渓（いやだに／いやけい）は、徳島県の三好市の祖谷川による深いV字谷の続く渓谷。祖谷谷、祖谷渓谷ともいう。

## 概要
祖谷渓は吉野川支流の祖谷川にあり、全長は10kmにも及ぶ。高さ数十～100mの高低差もさることながら、降水量も多いために樹木が生い茂り、隔絶された深山幽谷の景観を擁する。また一帯は平家の落人伝承がある隠れ里との伝承があり、山麓にへばりつくように集落が点在する。とくしま88景に選定されている。
「四国三郎」ともいわれた吉野川は水害が多い暴れ川として知られ、支流のこの川も例外ではなかった。加えて河谷の急峻さもあって、川を跨ぐのは至難の業であった。そのために集落を跨ぐ橋が設けられた。それが西祖谷山にあるかずら橋（重要有形民俗文化財）であり、東祖谷山には奥祖谷二重かずら橋がある。
名物の祖谷そばは有名で、他にはこんにゃくなどを産する。祖谷温泉が湧出してからは、観光地としての色も一段と高まった。標高が高いために冬期には降雪も確認される。
東祖谷には次郎笈や三嶺、西に進むと大歩危、小歩危がある。いずれも剣山国定公園の指定地域となっている。

## 祖谷渓の景勝地・施設
- ひの字渓谷（位置：北緯33度54分30秒 東経133度49分3秒 / 北緯33.90833度 東経133.81750度）
  - 西祖谷山村田ノ内の祖谷川（祖谷渓）にある渓谷。にし阿波お勧めビューポイント100選選定されている[1]。深い山に囲まれた祖谷渓道路から祖谷川の流れや山々を一望できる場所にある。蛇行する祖谷川の姿がひらがなの「ひ」の字に似ているところから、この名が付いたとされる[2]。秋には峰から谷底まで周辺の山全体が紅葉する景勝地[3]。
- 祖谷のかずら橋
  - 西祖谷山村善徳に架かるかずら橋
- 琵琶の滝
  - かずら橋近傍にある、落差は25mの滝
- 奥祖谷二重かずら橋
  - 東祖谷菅生の奥祖谷に架かるかずら橋
- 小便小僧
  - 谷底まで200 mの断崖に突き出た岩の上にある小便小僧。岩は祖谷渓道路の開設工事で残った物で、祖谷渓道路で一番の難所とされる七曲（ななまがり）にある[4]。徳島県の彫刻家・河崎良行が1968年に制作。かつて、祖谷渓道路の作業員や子供、旅人などが、像が建つ岩付近から小便をし度胸だめしをしたことにちなみ建てられた[4]。

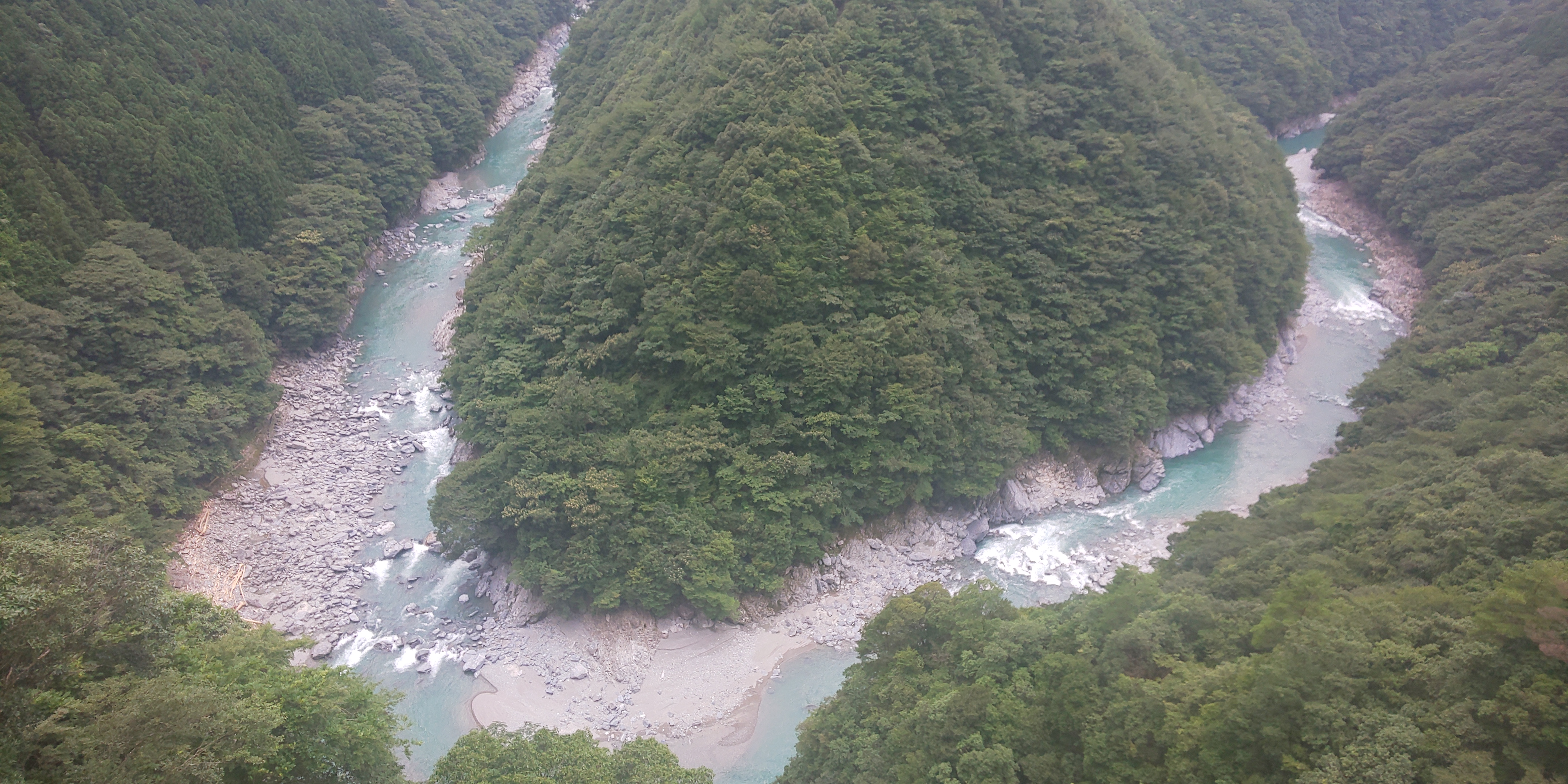
ひの字渓谷
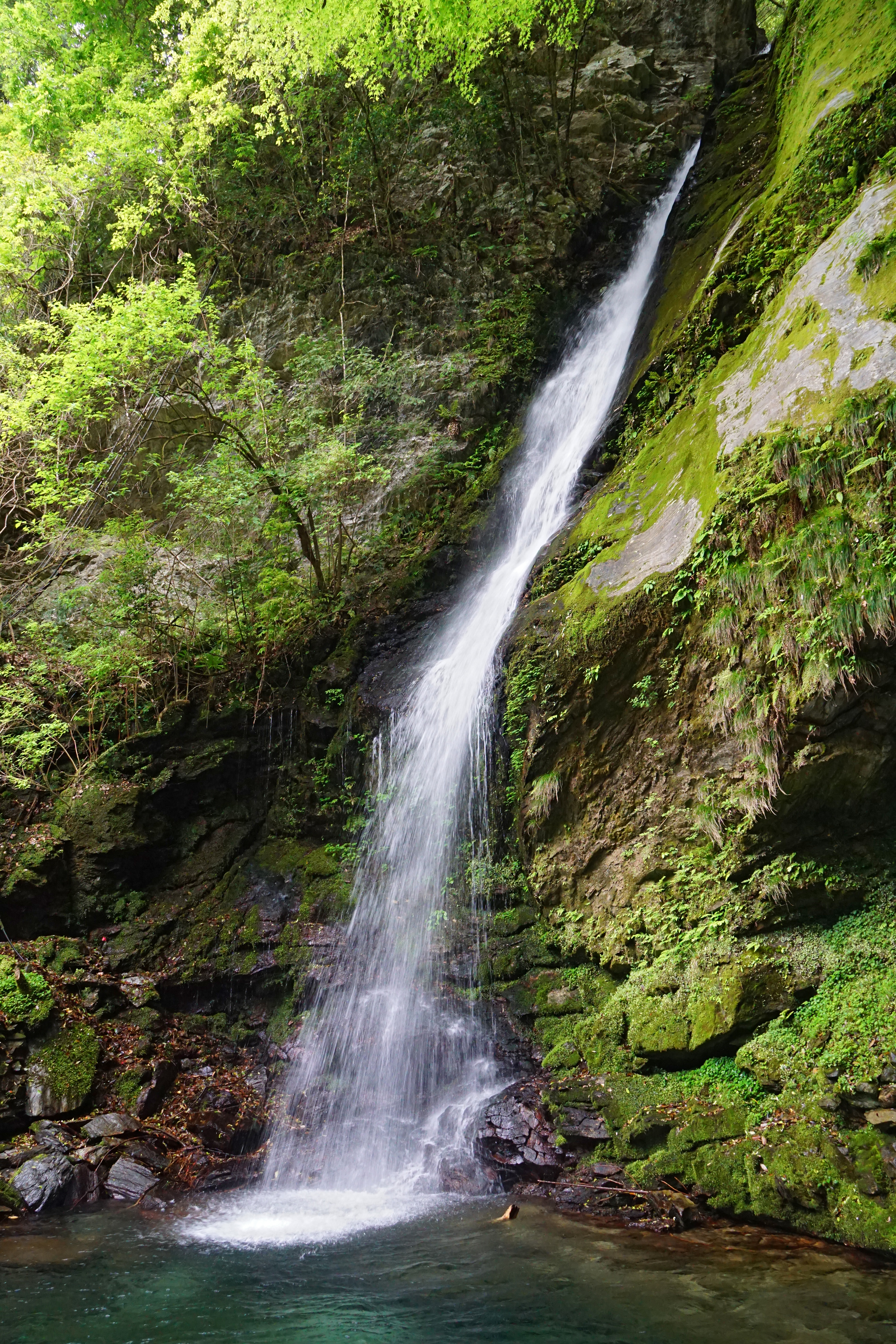
琵琶の滝
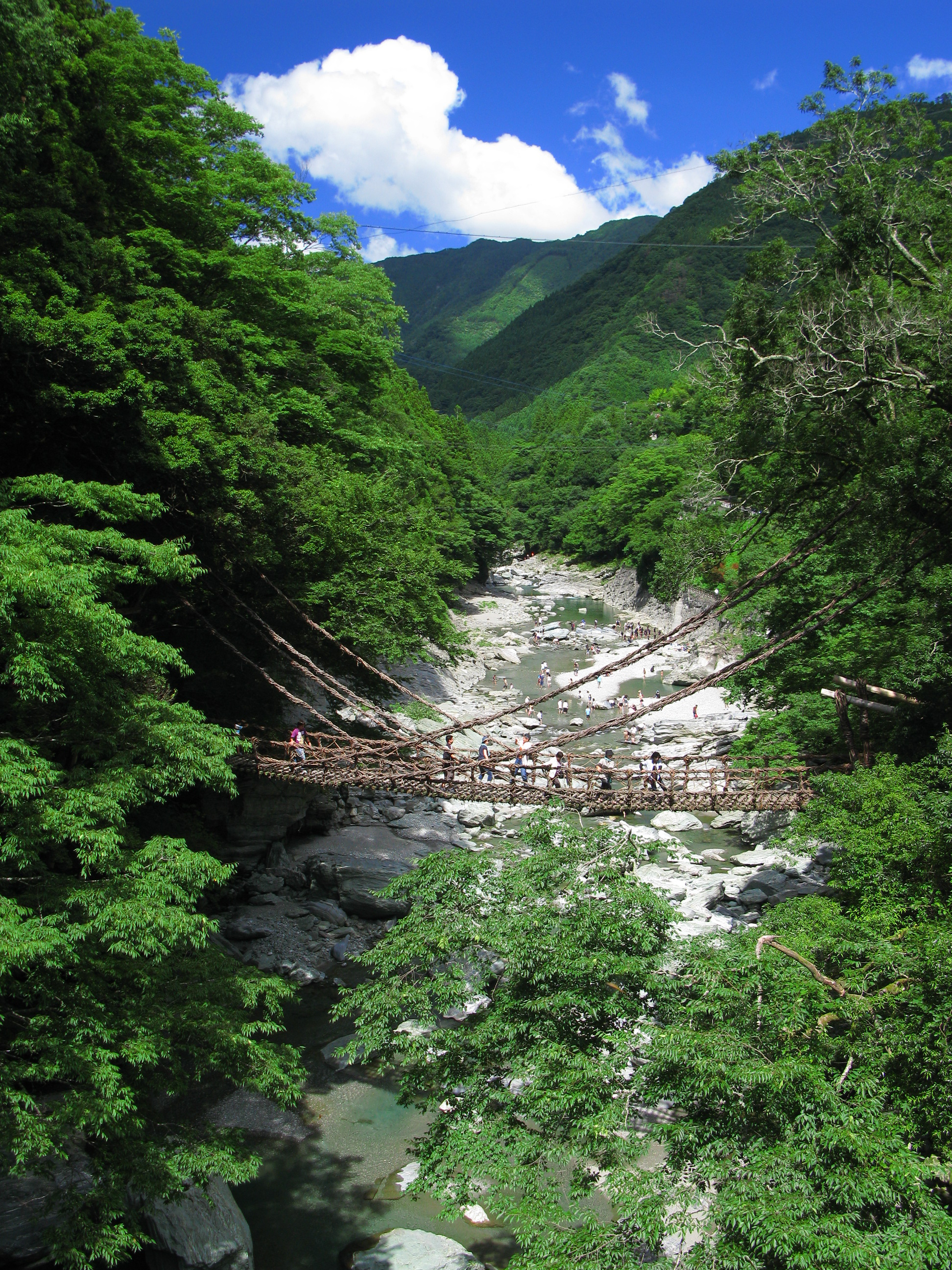
祖谷のかずら橋
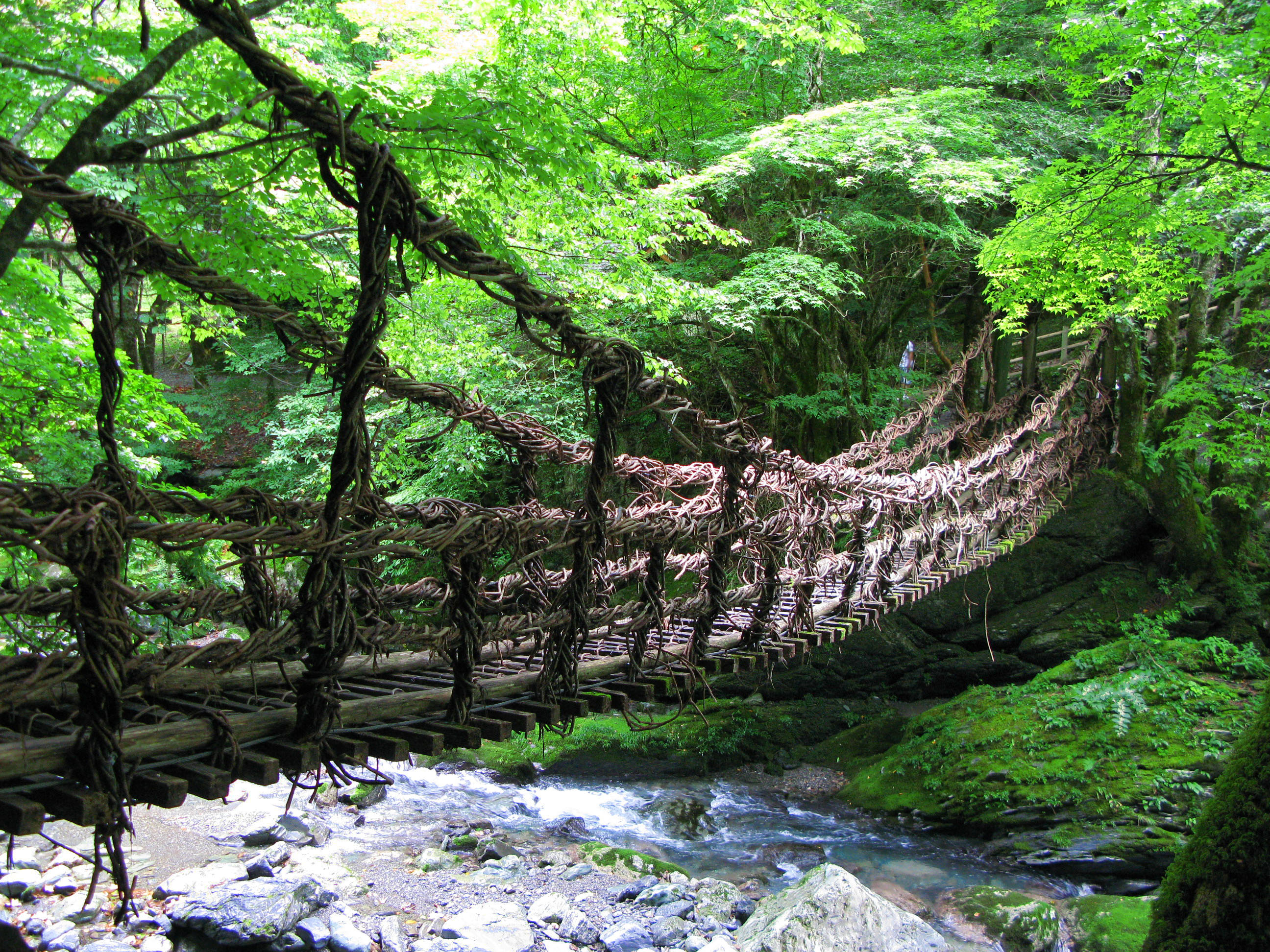
奥祖谷二重かずら橋
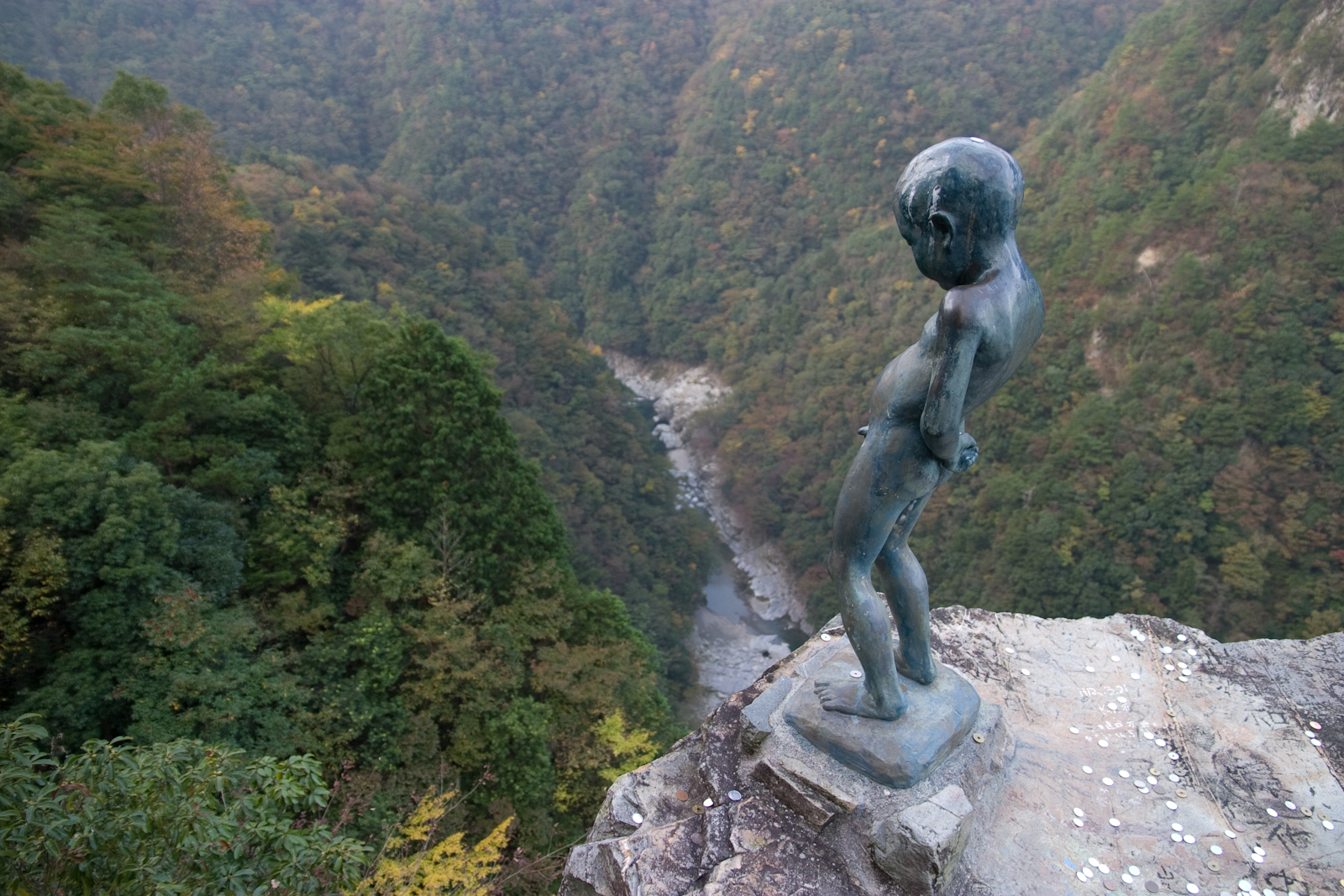
祖谷渓の小便小僧像

## 周辺の景勝地・施設
- 平家屋敷民俗資料館
- 次郎笈
- 天狗塚
- 三嶺
- 篪庵

## 交通
JR四国土讃線が近くを通る（路線バスへの乗り継ぎは下記参照）。高速道路では徳島自動車道井川池田インターチェンジが最寄りで、祖谷渓道路が祖谷渓に沿って走る。
祖谷のかずら橋へ
- 土讃線阿波池田駅または大歩危駅より四国交通バスで1時間、「祖谷のかずら橋」下車。

奥祖谷二重かずら橋へ
- 阿波池田駅または大歩危駅より四国交通バスで2時間、「久保」下車。
- 「久保」より三好市営バスで1時間、「二重かずら橋」下車。

祖谷渓へ
- 阿波池田駅より四国交通バスで40分。
- 祖谷のかずら橋より四国交通バスで30分。